# 31323 Lysá hora
(31323) Lysá hora, denumire internațională (31323) Lysa hora, este un asteroid din centura principală de asteroizi.

## Descriere
31323 Lysá hora este un asteroid din centura principală de asteroizi. A fost descoperit pe 27 aprilie 1998 la Observatorul din Ondřejov de Petr Pravec. Asteroidul prezintă o orbită caracterizată de o semiaxă mare de 2,78 ua, o excentricitate de 0,12 și o înclinație de 13,3° în raport cu ecliptica.